# Municipalitatea Boa Vista, Capul Verde
Boa Vista este un municipalitate (concelho) din Capul Verde. Reședința este orașul Sal Rei și cuprinde în totalitate insula Boa Vista. Aceasta are în componență două parohii:
- Santa Isabel
- São João Baptista

## Demografie
| Populația (1940—2013) | Populația (1940—2013) | Populația (1940—2013) | Populația (1940—2013) | Populația (1940—2013) | Populația (1940—2013) | Populația (1940—2013) | Populația (1940—2013) | Populația (1940—2013) |
| --------------------- | --------------------- | --------------------- | --------------------- | --------------------- | --------------------- | --------------------- | --------------------- | --------------------- |
| 1940                  | 1950                  | 1960                  | 1970                  | 1980                  | 1990                  | 2000                  | 2010                  |                       |
| 2.779                 | 2.985                 | 3.263                 | 3.569                 | 3.372                 | 3.452                 | 4.209                 | 8.696                 |                       |